# ابن سليم الأسواني
عبد الله بن أحمد بن سليم الأسوانى (ت. 969 م) صاحب «كتاب أخبار النوبة» الذي يحتوي تفاصيل فريدة عن النوبة والبجة لا يوردها اليعقوبي ولا المسعودي، وقد قام ابن سليم الأسواني برحلة إلى ملك النوبة جرجس الثاني. ووصف مسجدا في عاصمة علوة «سوبا».